# Стемасов, Пётр Дмитриевич
Пётр Дмитриевич Стемасов (25 августа 1917, Аркаево, Симбирская губерния — 18 ноября 2000, Витебск) — командир радиоотделения 289-го истребительно-противотанкового артиллерийского полка Западного фронта, младший сержант. Герой Советского Союза.

## Биография
Родился 25 августа 1917 года в селе Аркаево (ныне — Сурского района Ульяновской области) в крестьянской семье. Член ВКП(б)/КПСС с 1942 года. Окончил 10 классов, Сурский техникум молочной промышленности. Работал по специальности.
В Красной Армии с 1939 года. На фронте в Великую Отечественную войну с июня 1941 года.

### В боях под Москвой
Командир радиоотделения 289-го истребительно-противотанкового артиллерийского полка младший сержант Пётр Стемасов в боях под Москвой, обеспечивая 25 октября 1941 года радиосвязь командира батареи с огневыми позициями, заменил выбывшего из строя наводчика орудия и вместе с артиллеристами подбил девять вражеских танков.

#### Приказ Рокоссовского
Из воспоминаний Лобачёва А. А.:

На участке 1073-го полка гитлеровские части прорвали оборону и пробивались на соединение с танкистами в Осташево. И несмотря на то что на Волоколамском шоссе ещё стояло предгрозовое затишье, все батареи уже находились в боевой готовности. В два часа ночи 25 октября весь личный состав 289-го полка подняли на ноги. Ефременко отдал приказ выложить у каждого орудия по 100 снарядов.
Ещё на рассвете вместе с Казаковым я приехал в Спас-Рюховское.
Позвонил командарм. Ефременко передал мне трубку. Рокоссовский говорил с НП дивизии:
— Противник наносит удар вдоль шоссе. Очевидно, думает отрезать 316-ю дивизию и с ходу занять Волоколамск. На стрелковый батальон, стоящий впереди вас, я не рассчитываю. Он очень обескровлен. Самое большее — сможет обеспечить батареи от просачивания автоматчиков. Прошу вас с Казаковым принять все меры и не пропустить танки через Спас-Рюховское.
— Лобачев А. А. Трудными дорогами.

### Описание боя
А. А. Лобачев отмечает, что «не успела кончиться артиллерийская подготовка, как на позиции 289-го полка налетели бомбардировщики», а корреспондент «Правды» Владимир Ставский, приехавший в этот день из Москвы, «насчитал 27 Ю-88». Затем новая волна — «во второй группе оказалось не менее сорока самолетов», которые «пикировали и обстреливали передний край».
По свидетельству А. А. Лобачева, командир полка Ефременко непрерывно поддерживал связь со всеми батареями :

— Сейчас пойдут танки! — кричал в телефонную трубку Ефременко.
— Больше спокойствия и хладнокровия. Без моей команды огонь не открывать!..
В. И. Казаков посмотрел на карту и, указывая Ефременко, негромко сказал:
— Обратите особое внимание на правый фланг. 
Также отмечается, что «танки появились не сразу»; в числе первых «их заметил командир 5-й батареи старший лейтенант Беляков, действовавший на правом фланге». Он доложил о движении танков в направлении 3-й батареи, которой командовал старший лейтенант Капацын Дмитрий Кондратьевич.
Ефременко похвалил Белякова (Александра Ивановича), а Капацыну приказал зарядить орудия, но огонь пока не открывать.
Вскоре танки можно было различать через стереотрубы. Было насчитано 60 машин, которые следовали эшелонами. На прицепах тянулись волокуши с автоматчиками, шла немецкая пехота.

#### Приказ на открытие огня
По воспоминаниям А. А. Лобачева:

 Командир полка спокойно ждал. Он знал, что на батареях люди охвачены одним стремлением — не пропустить фашистов к Москве! Только когда танки находились уже в пятистах, а кое-где в четырехстах метрах Ефременко отдал приказ:
— Командирам батарей первой, второй, третьей и пятой… за Родину — по врагу по-пе-реме-нно!..
Полдня Спас-Рюховский противотанковый район перемалывал фашистские танки. Пятая батарея старшего лейтенанта Белякова, раньше других обнаружившая противника, подбила 11 танков, батарея Капацына — 17 и остальные батареи — 18 танков. Поле боя заволокло дымом. Видимость ухудшилась.
На батарее Капацына в разгаре боевых действий замолчало одно орудие. Капацын послал командира отделения связи младшего сержанта Стемасова узнать, в чём дело. Орудийный лафет был засыпан землей, а в живых остались только тракторист Чоботов и наводчик Неронов Роман Ильич.

##### Наводить через ствол
Стемасов, Чоботов и Неронов быстро откапывали лафет. Также оказалось, что на орудии разбита панорама и наводчик побежал за запасной. Но танки приближались и тогда Стемасов встал у орудия, наводить пришлось через ствол. Первый выстрел для пробы дал по стогу сена.
Второй раз Стемасов навел уже на подходивший танк, вместе с Чоботовым снова зарядил орудие. Последовал выстрел, «танк вздрогнул, остановился и запылал». Возвратился Неронов с запасной панорамой, — орудие стало полностью боеспособным. За короткий срок они втроём подбили семь танков, но не заметили, как большая группа танков противника со стороны зашла в тыл .
Но и в эти критические минуты Стемасов с товарищами не растерялись:

 — На наше счастье, — рассказывал Стемасов на командном пункте полка, — тракторы не пострадали от обстрела. Чоботов побежал за машинами. Тракторы подошли, прицепили к ним орудия. Двигались через лес. Дорог нет, трудно, но вышли…
— И раненых по дороге подобрали, — добавил Ефременко. 
Из беседы А. А. Лобачева с отличившимся младшим сержантом:

 Я спросил Петра Стемасова:
— Трудно пришлось?..
Стемасов смутился.
— Что ж молчишь? Комсомолец?
— Да, член комсомола.
Стемасов снял шапку, вынул платок и вытер лоб.
— Сколько лет?	
— Исполнилось двадцать три.
— Молодец! Одно слово — молодец! Спасибо, сержант, за службу!
Он ушел. Я спросил командира полка, представлен ли сержант к правительственной награде.
— К ордену Красного Знамени! — ответил майор Ефременко.
— Стемасов совершил выдающийся подвиг. Вы не ошибетесь, если представите его к званию Героя Советского Союза!.. 
Маршал Казаков В.И.:
"... Поскольку разговор зашел о связистах, не могу не вспомнить случай с одним из связистов батареи 289-го истребительно-противотанкового артиллерийского полка, происшедший во время тяжелых боев за Спасс-Рюховское.  ... Бой был в самом разгаре. Батарея старшего лейтенанта Капацына уже подбила 17 танков. Но противник все возобновлял атаки. В критический момент боя замолчало одно орудие. Командир батареи послал связиста младшего сержанта Стемасова узнать, в чем дело. Прибежав туда, Стемасов увидел пушку, лафет которой засыпало землей. Из орудийного расчета остался в живых только наводчик Неронов. Ему, как умел, помогал тракторист Чоботов. Все трое начали откапывать лафет и тут выяснили, что орудийная панорама разбита. Наводчик побежал за запасной панорамой. В это время показались вражеские танки... Сохраняя присутствие духа, младший сержант решил стрелять по ним. Он ведь был артиллерийским связистом, а хорошие командиры и телефонистов обучали действовать у орудий. Правда, Стемасов раньше не стрелял из пушки, но со стороны наблюдал и знал, как ведут огонь по танкам. И он начал действовать. Для пробного выстрела через ствол навел орудие в стоявший невдалеке стог. Выстрел получился удачный. Тогда Стемасов стал наводить орудие в приближавшийся танк. С помощью Чоботова зарядил орудие и произвел выстрел. Танк судорожно дернулся и замер на месте. В следующее мгновение из него вырвались языки пламени. Затем младший сержант подбил еще танк. Но вот наводчик вернулся с панорамой, и орудие стало полностью боеспособно. Три смельчака за короткий срок подбили еще семь танков.
В пылу боя они не заметили, что группа танков зашла им в тыл. Но и в эти критические минуты Стемасов и его товарищи не растерялись. На их счастье, трактор не пострадал от обстрела, и Чоботов быстро «слетал» за ним. Через лес, без дороги он вывел свое орудие из опасной зоны. По пути смельчаки подобрали нескольких раненых. Командир полка майор Н. К. Ефременко представил Стемасова к награждению орденом Красного Знамени. Однако член Военного совета армии А. А. Лобачев, присутствовавший при разговоре со Стемасовым, более высоко оценил его действия. Он сказал, что Стемасов совершил выдающийся подвиг и вполне заслужил высшую правительственную награду. Вскоре был объявлен Указ Президиума Верховного Совета СССР о присвоении Петру Дмитриевичу Стемасову звания Героя Советского Союза".
Указом Президиума Верховного Совета СССР от 9 ноября 1941 года за образцовое выполнение боевых заданий командования на фронте борьбы с немецко-вражеским захватчиками и проявленные при этом мужество и героизм младшему сержанту Стемасову Петру Дмитриевичу присвоено звание Героя Советского Союза с вручением ордена Ленина и медали «Золотая Звезда».
В 1945 году окончил 2 курса Военной академии имени Ф. Э. Дзержинского, в 1948 году — Высшую офицерскую артиллерийскую школу, а в 1954 году — курсы усовершенствования офицерского состава. С 1960 года майор П. Д. Стемасов — в запасе.
Жил в городе Витебске. До ухода на заслуженный отдых работал на заводе электроизмерительных приборов. Полковник в отставке П. Д. Стемасов скончался 18 ноября 2000 года. Похоронен в Витебске.

## Награды
Награждён орденами Ленина, Отечественной войны I степени, Красной Звезды, «За службу Родине в Вооружённых Силах СССР» III степени, медалями. 
15 апреля 1999 года Указом Президента Республики Беларусь был награждён Орденом «За службу Родине» III степени.

## Память
В Витебске на доме, в котором жил Герой, установлена мемориальная доска.